# Óscar Gamboa Zúñiga
Óscar Gamboa Zúñiga (Buenaventura, 5 de febrero de 1962) es un farmacéutico y político colombiano, que se desempeñó como Gobernador del Departamento de Chocó.

## Biografía
Nació en Buenaventura, municipio costero del Departamento de Valle del Cauca, en febrero de 1962; es hijo de Marco Tulio Gamboa, hermano del futbolista Delio Gamboa, y Feliciana Zúñiga. Obtuvo el título de químico farmacéutico en la Universidad de Antioquia y el de Ingeniero Industrial en la Universidad Autónoma de Occidente, en Cali. Así mismo, posee una especialización gestión y desarrollo comunitario de la Universidad INCCA y una Maestría en gerencia y práctica del desarrollo de la Universidad de Los Andes.
En el campo público se desempeñó como director ejecutivo de la Federación de Municipios del Pacífico (Fedempacífico), asesor de Asuntos Afrodescendientes del Gobernador de Valle del Cauca Angelino Garzón (2004-2005) y asesor de las Comunidades Afrodescendientes ante la vicepresidencia de Colombia, encabezada por Francisco Santos durante el segundo gobierno de Álvaro Uribe Vélez.
En 2010 fue designado por el presidente Juan Manuel Santos como director del Programa Presidencial para la Formulación de Acciones y Estrategias para el Desarrollo Integral de la Población Afro, Negra, Palenquera y Raizal. Ocupó tal cargo hasta octubre de 2012, cuando fue designado Gobernador Encargado de Chocó por el presidente Santos, después de que el Consejo Nacional Electoral destituyera al Gobernador electo Luis Gilberto Murillo. Ocupó el cargo hasta noviembre del mismo año, cuando se designó a un gobernador del mismo partido de Murillo.
En el campo electoral, en las elecciones legislativas de 2002 fue candidato a la Cámara de Representantes de Colombia por la circunscripción de las negritudes, sin éxito. Volvió a presentar su candidatura en las elecciones de 2006 y de 2010, igualmente sin éxito.
En las elecciones regionales de 2015 se presentó como candidato a la Gobernación de Valle del Cauca por el Partido Liberal, pero quedó en cuarta posición con 108.747 votos (7,38% del total). Tras esto, se desempeñó como asesor para el posconflicto de la Alcaldía de Cali durante el mandato de Maurice Armitage (2016-2019). En las elecciones regionales de 2019 se volvió a presentar a la Gobernación de Valle del Cauca, esta vez respaldado por firmas, pero quedó en octava casilla, con apenas 22.274 votos (1,32% del total).
En 2021 fue designado Ministro Consejero para los Asuntos Políticos en la Embajada de Colombia en Estados Unidos, por el presidente Iván Duque Márquez y bajo el embajador Juan Carlos Pinzón. Tras el cambio de gobierno en 2022, siguió en el cargo con el embajador Luis Gilberto Murillo durante la presidencia de Gustavo Petro.
En junio de 2023 renunció a la Embajada, para lanzar su candidatura a la Gobernación de Valle del Cauca por tercera vez, esta vez bajo las banderas del partido Dignidad y Compromiso. En los comicios realizado en octubre de ese año volvió a perder, esta vez quedando en quinta casilla con 32.668 votos, equivalentes al 1,96% del total.